# Peter-Joerres-Gymnasium
Das Peter-Joerres-Gymnasium (kurz: PJG) ist ein allgemeinbildendes Gymnasium in Bad Neuenahr-Ahrweiler im nördlichen Rheinland-Pfalz. Die Schule befindet sich in Trägerschaft des Landkreises Ahrweiler.

## Geschichte
Im Oktober 1855 wurde eine höhere Schule in Ahrweiler eingerichtet. Am 1. Mai 1860 begann der Unterricht an der höheren Bürgerschule im Weißen Turm. 1865 wurde der Name auf „höhere Staatschule“ geändert. Im Dezember 1944 zerstörten Bomben das Gebäude in der Ahrweiler Wilhelmstraße, jedoch wurde der Unterricht am 1. Oktober 1945, vorläufig in den Räumen der „Weinbauschule“, wieder aufgenommen. 1946 wurde die Schule wieder in den Weißen Turm verlegt, während das alte Schulgebäude wieder aufgebaut wurde. Am 8. Januar 1953 war der Wiederaufbau abgeschlossen und der Unterricht konnte nun dort stattfinden. Die Schule wurde ab da als „Staatliches Neusprachliches Gymnasium Ahrweiler“ bezeichnet. In den Folgejahren wurde das Gebäude aufgrund wachsender Schülerzahlen mehrfach erweitert.
1984 erfolgte durch den Kreistag eine Umbenennung der Schule, sie wurde nach dem Historiker und ersten Direktor der Schule Peter Joerres in „Peter-Joerres-Gymnasium“ umbenannt. 1993 wurde ein weiterer Neubau der Schule beschlossen, Baubeginn war 1996. 1999 konnte der Unterricht im Neubau, der nun über großflächigen Grün- und Sportanlagen verfügte, an der Uhlandstraße im historischen Stadtteil Beul an der Ahr aufgenommen werden. 2010 beging die Schule ihr 150. Jubiläum.
Das Hochwasser in West- und Mitteleuropa 2021 hinterließ am Schulgebäude Schäden in Höhe von 8,57 Millionen Euro. Im Dezember 2021 wurde der Schulbetrieb wieder aufgenommen.

## Die Schule heute
Das Peter-Joerres-Gymnasium ist beteiligt an dem von der rheinland-pfälzischen Landesregierung initiierten Projekt „Medienkompetenz macht Schule“. Mit etwas weniger als 900 Schülern (Stand: 2017) unterhält das Gymnasium auch eine der größten MSS-Oberstufen im Land. Die Schule unterhält einen eigenen Weinberg, in dem verschiedene Rebsorten Ahrwein angebaut werden.

## Außenarbeit
Die Schule unterhält mehrere Beziehungen zu Bildungseinrichtungen in anderen Ländern:
- Gemeentelijk Instituut, Brasschaat
- Collège Pyrénées, Tarbes
- Bungay High School, Bungay
- Kopernikus Gymnasiums, Krakau
- Bangala Lutheran Junior Seminary, Tansania

## Ehemalige Schüler
- Ulrich Schmücker (1951–1974), Student und Terrorist; bekannt geworden durch den Schmücker-Prozess, Abitur 1971
- Wolfgang Schlagwein (* 1957), Bündnis 90/Die Grünen-Landtagsabgeordneter, Abitur 1976
- Horst Gies (* 1961), Politiker (CDU), Abitur 1980
- Anno Saul (* 1963), Filmregisseur, Abitur 1983
- Markus Stenz (* 1965), Dirigent und Hochschullehrer, Abitur 1983
- Holger Gies (* 1972), Physiker und Hochschullehrer, Abitur 1991
- Rolf Kreyer (* 1973), Anglist und Hochschullehrer, Abitur 1992
- Jan Krämer (* 1980), Wirtschaftsinformatiker, Lehrstuhl für Wirtschaftsinformatik insbesondere Internet- und Telekommunikationswirtschaft an der Universität Passau, Abitur 1999[8]
- Alex Wilhelm, Musik-Manager bei Warner Bros. Records und Capitol Records in Los Angeles, Abitur 2005
- David Sauer, (* 1988), Journalist und Auslandskorrespondent des ZDF für Nord- und Mittelamerika, Abitur 2007